# Sereno del Mar
Sereno del Mar – jednostka osadnicza w Stanach Zjednoczonych, w stanie Kalifornia, w hrabstwie Sonoma, nad Oceanem Spokojnym.